# Испанско каменарче
Испанското каменарче (Oenanthe hispanica) е птица от семейство Мухоловкови (Muscicapidae). Среща се и в България.

## Физически характеристики
Тази 13,5-15,5 cm дълъг насекомояден вид е двуобразен със западните и източните раси. При тези видове се срещат птици с или без черна шия.

## Разпространение
Среща се в каменисти места.

## Начин на живот и хранене
Храни се с насекоми.